# 風景学
風景学（ふうけいがく）は、風景を各種の科学を駆使してとらえようとする学問。風景に愛着を持ち、風景を目利きとする教養。風景をとらえて分析する研究等は以前から多くあったが、現在さまざまな分野からのアプローチの成果を近代社会の成立・成熟の過程という時間軸により整理することで「風景学」の構築を目指してこの学の体系化が各種で試みられている。
中村（1982）では、風景学とは「人の命にかかわる、趣味の思想化」と定義している。